# Papilio neumoegeni
Papilio neumoegeni är en fjärilsart som beskrevs av Eduard Honrath 1890. Papilio neumoegeni ingår i släktet Papilio och familjen riddarfjärilar. IUCN kategoriserar arten globalt som sårbar. Inga underarter finns listade i Catalogue of Life.